# Bugasee
Der Bugasee ist ein Weiher in der Fuldaaue in Kassel in Hessen.

## Beschreibung
Der Bugasee befindet sich am Ostufer der Fulda.
Der Weiher hat eine Wasserfläche von circa 33,7 ha.
Der See liegt auf 138 m NHN.
Die mittlere Tiefe beträgt circa 3,35 m, die maximale Tiefe beträgt circa 6,78 m.
In den 1960er-Jahren begann der Kiesabbau. Seit 1980 ist der Bugasee ein Badegewässer.
Der nördliche Teil des Bugasees ist Teil des Naturschutzgebiets Fuldaaue und des Vogelschutzgebiets Fuldaaue um Kassel. Die Schutzbereiche sollen als Brut-, Rast- und Überwinterungsgebiet den Bestand zahlreicher zum Teil gefährdeter Wasservogelarten sichern.

## Bildergalerie

Karte
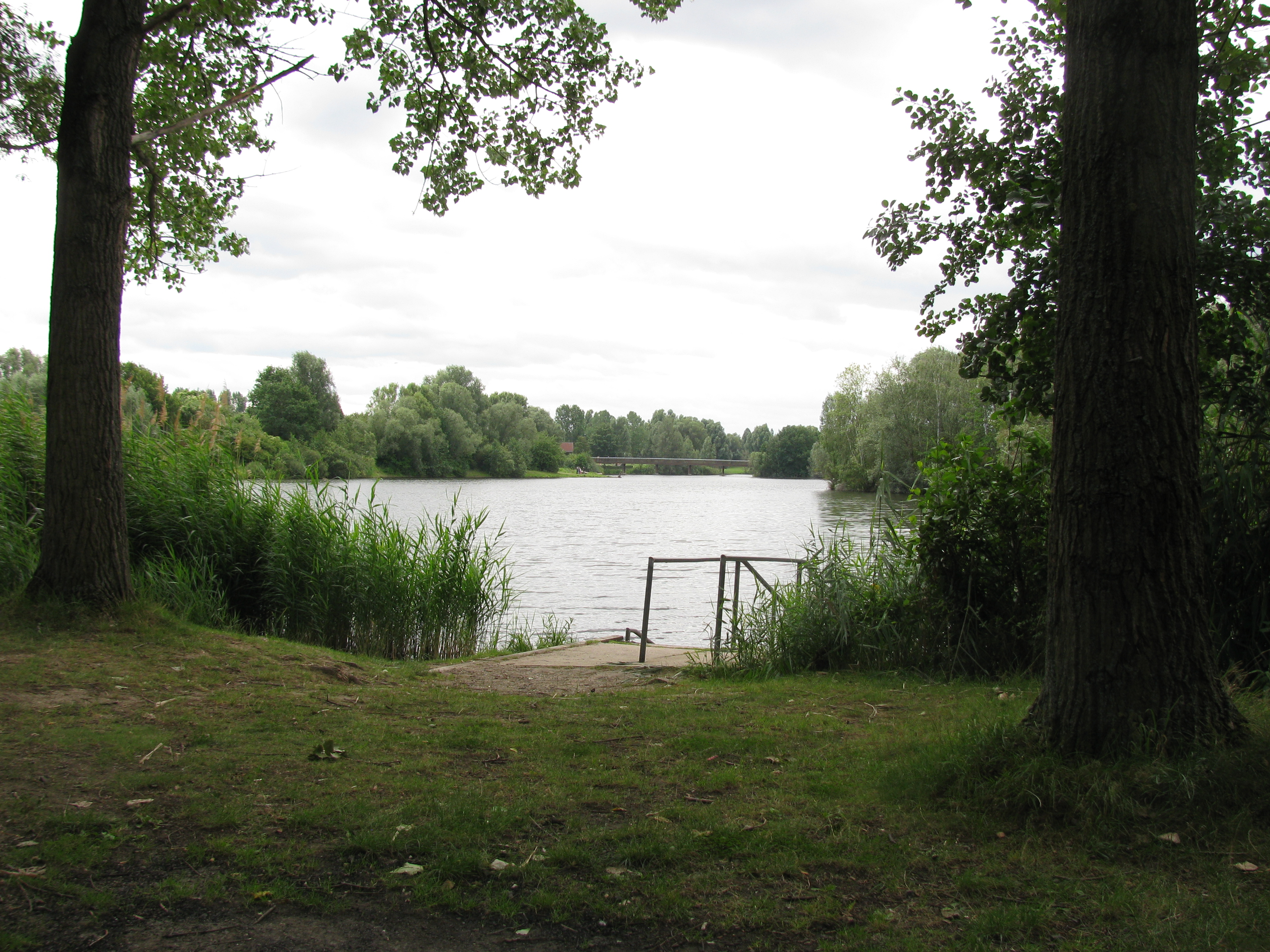
Bugasee (2011)
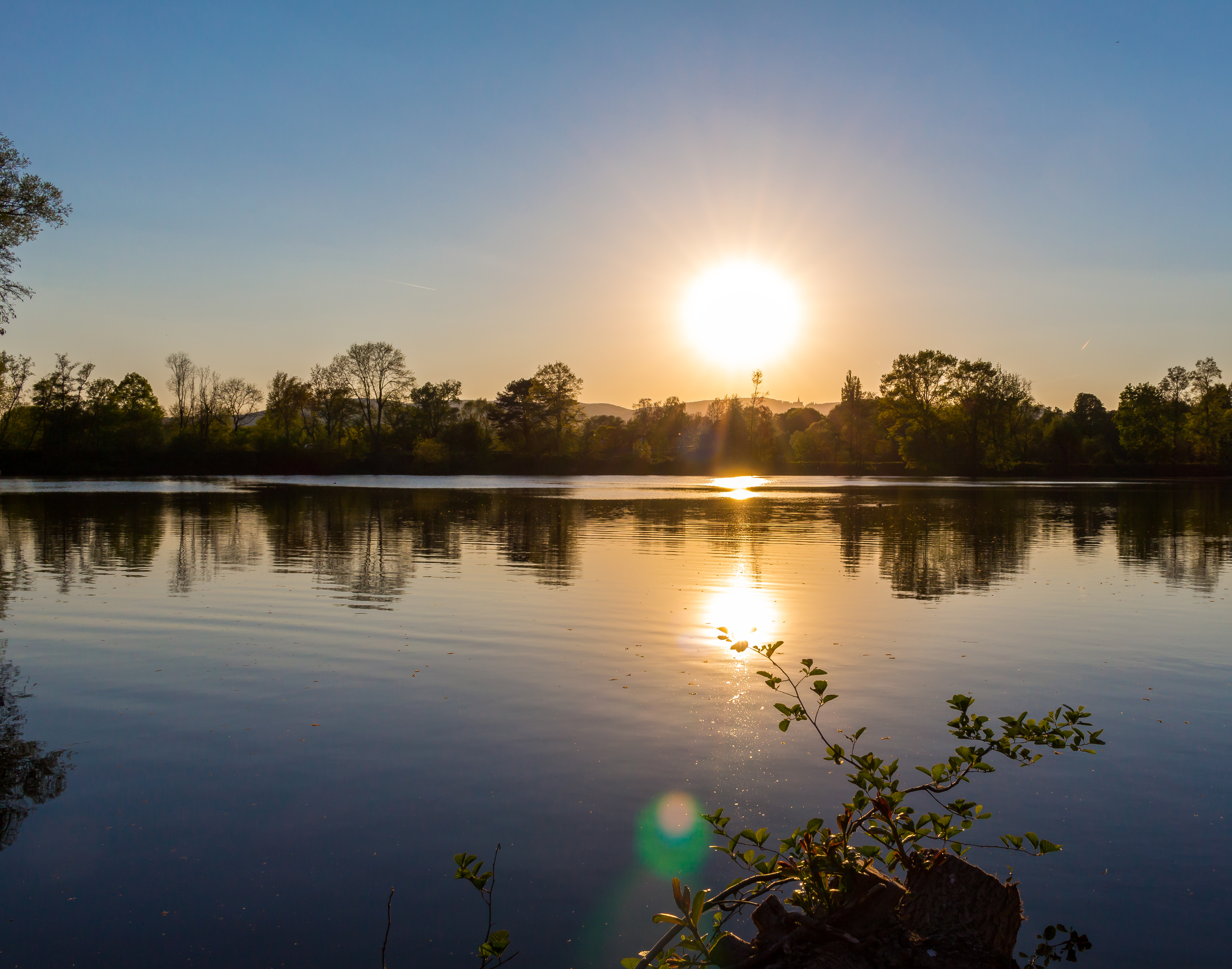
Bugasee (2016)
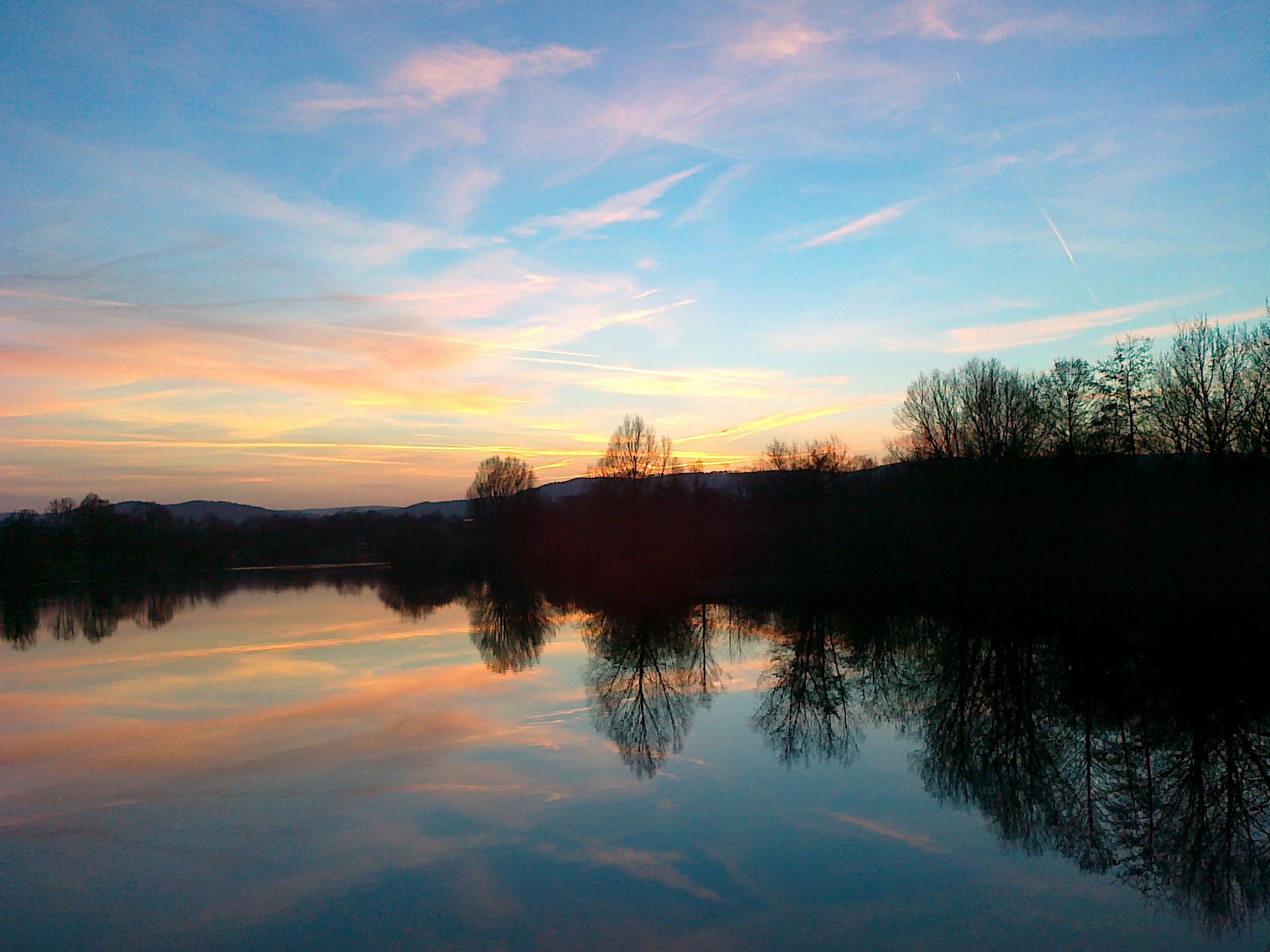
Bugasee (2011)
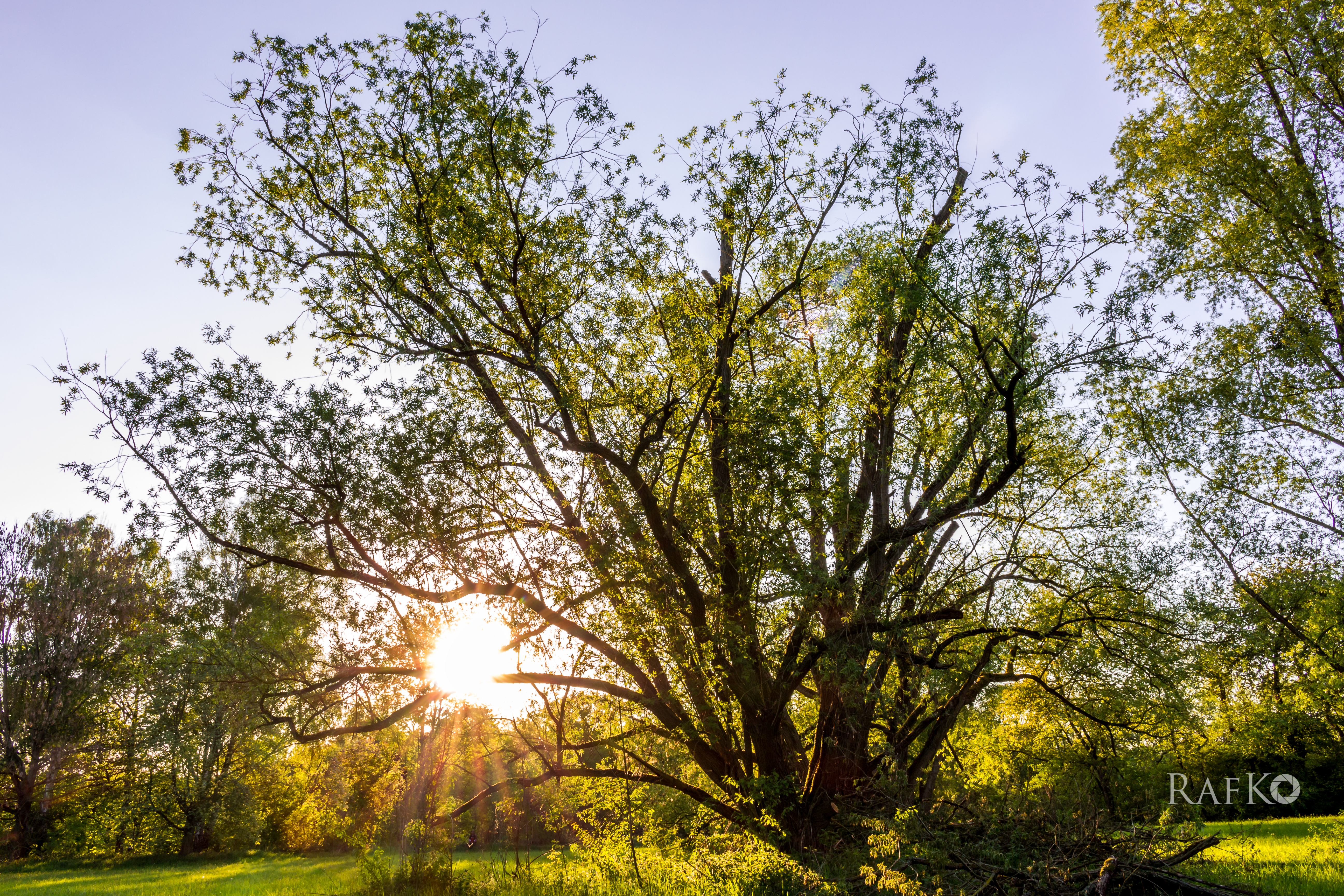
Bugasee (2016)